# Аль Тані
Ааль Тані (араб. آل ثاني) — династія шейхів (з 1825 року) і емірів Катару (з 1971 року по даний час).

## Походження та історія династії

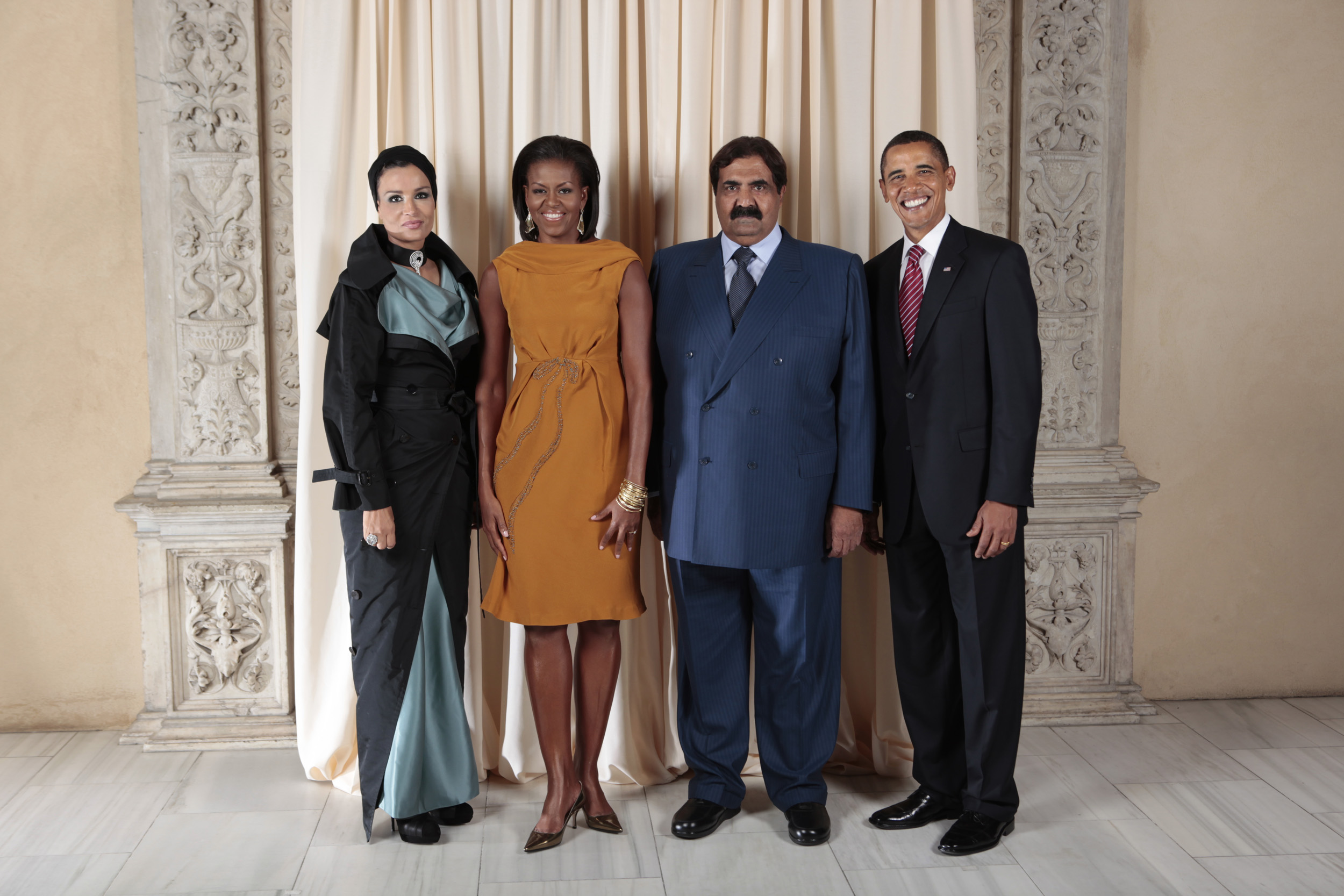
(зліва направо) Шейха Моза бинт Насер аль-Міснед, Мішель Обама, емір Хамад бін Халіфа Аль Тані, Барак Обама

Рід Аль Тані належить до арабського племені Бану Тамім, які мігрували з Неджда в Катар на початку XVIII століття. Аль Тані влаштувалися в місті Доха, що знаходився тоді у володінні шейхів Бахрейна. До 1850 року шейхи Аль Тані зосередили у своїх руках владу над Дохою і навколишніми племенами. Незабаром вплив роду Аль Тані поширився на весь Катар. У 1868 році шейх Бахрейну визнав незалежність Катару на чолі з шейхом Мохаммедом бін Тані, в тому ж році шейх Аль Тані підписав договір із Британією про те. Проте вже в 1871 році шейх Мохаммед бін Тані визнав себе васалом Османської імперії і отримав титул каймак Дохи. Син Мухаммеда шейх Джасім (1878–1913) був послідовним противником англійців, але наступний шейх, Абдаллах бін Джасім (1913–1949), був змушений визнати над Катаром британський протекторат, а потім надати англійцям концесію на розвідку і видобуток нафти. Син Абдаллаха шейх Алі (1949–1960) прославився своїм нестримним марнотратством (наприклад, одного разу він подарував саудівської делегації 60 кадилаків). У жовтні 1960 року в результаті внутрішніх протиріч шейх Алі зрікся престолу на користь свого сина Ахмада. Новий шейх Ахмад бін Алі (1960–1972) практично не бував у своїй країні, постійно зникаючи в найпрестижніших казино Лівану і Монте-Карло. Фактичним керівником держави став призначений спадкоємцем престолу принц Халіфа бін Хамад Аль Тані, онук шейха Абдаллаха бін Джасіма Аль Тані. Принц Халіфа розгорнув і успішно реалізував широкомасштабні реформи у сфері державного устрою, фінансів, судочинства. У 1971 році була прийнята конституція Катару, відповідно до якої держава було проголошено еміратом.